# Gesunda
Gesunda is een dorp binnen de gemeente Mora in het landschap Dalarna en de provincie Dalarnas län in Zweden. De plaats heeft 235 inwoners en een oppervlakte van 79 hectare.
De plaats is gelegen aan de zuidwestoever van het meer Siljan, tegenover het eiland Sollerön. Het ligt zo'n 25 km ten zuiden van Mora aan de B-weg tussen Mora en Leksand.
De plaats ligt aan de voet van de Gesundaberg, een heuvel van 514 meter hoogte, die ongeveer 200 meter hoog uit het landschap steekt. Op de externe link het uitzicht vanaf de berg; met meer op de achtergrond is Siljan.

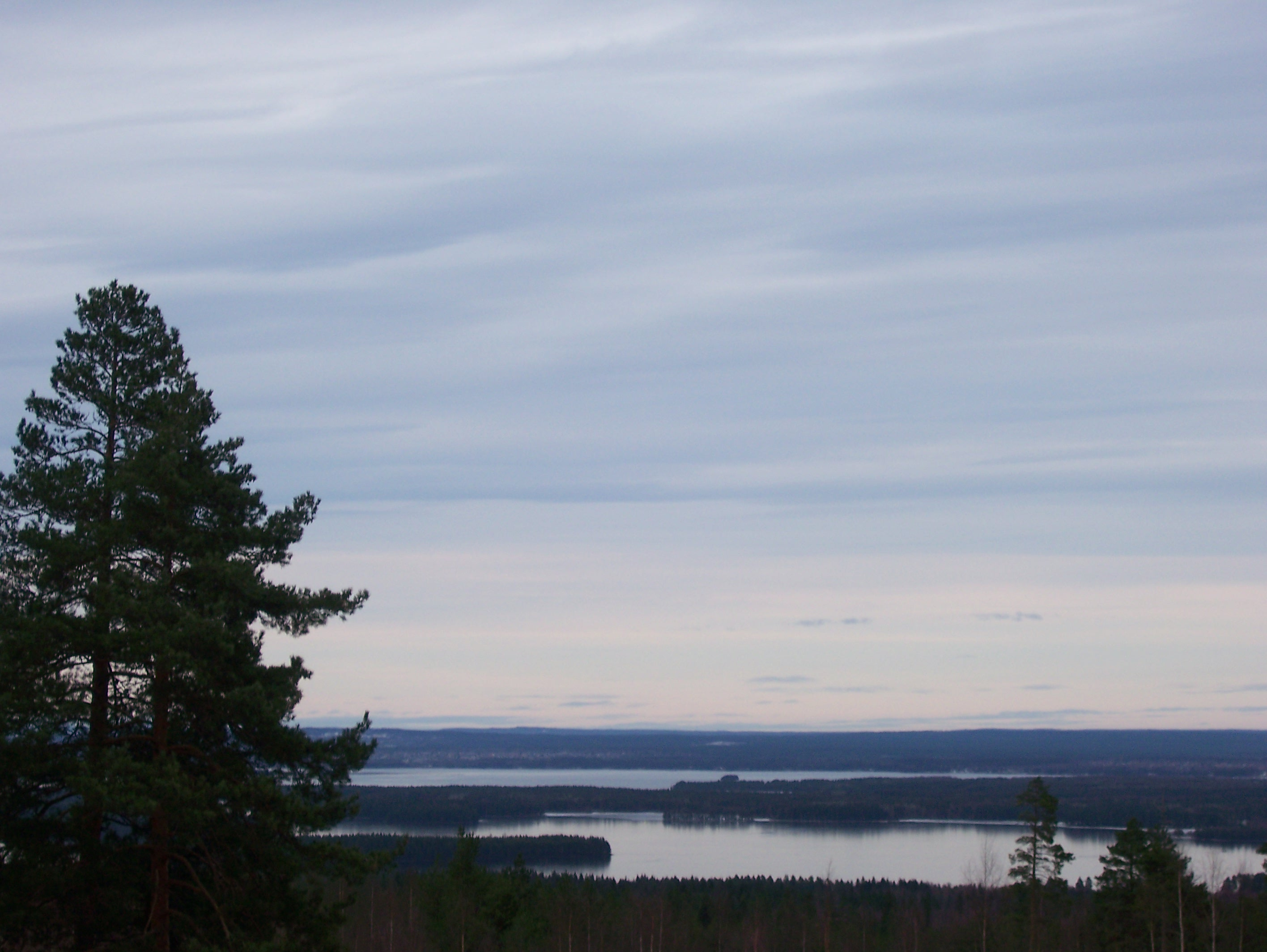
Uitzicht vanuit Gesunda over het meer Siljan